# جان فرانسوا كريستوف
جان فرانسوا كريستوف (بالفرنسية: Jean-François Christophe)‏ (27 يونيو 1987 في فرنسا - ) هو لاعب كرة قدم فرنسي في مركز الوسط. لعب مع أولدهام أثلتيك ونادي بورتسموث ونادي بورنموث ونادي ساوثيند يونايتد ويوفل تاون ولينكولن سيتي أف سي وAFC Compiègne ‏ وCS Avion ‏ وتينين هاجلاند ونادي سيراين.

## وصلات خارجية
- جان فرانسوا كريستوف على موقع قاعدة بيانات كرة القدم.إي يو (الإنجليزية)
- جان فرانسوا كريستوف على موقع Soccerbase.com (لاعب) (الإنجليزية)